# Rezes Judit
Rezes Judit  (Sárvár, 1977. január 7. –) Jászai Mari-díjas magyar színésznő, balett-táncos. A Budapesti Katona József Színház tagja. Színházában a 2015/2016-os szezonban három bemutatója volt (Oszlopos Simeon, Részegek, A bajnok), szerepel további öt repertoárdarabban is (Top Dogs, (A nép ellensége, A két Korea újraegyesítése, Abigail bulija).

## Életpályája
Szülővárosán kívül Hajdúnánás, Dunaújváros, Miskolc és Pécs voltak a gyermek-serdülő kor állomásai. Az általános iskolát Hajdúnánáson kezdte és hegedülni is itt kezdett el tanulni. Pécsre a balett miatt került Pécsi Művészeti Középiskolába, itt színészgyakorlatot is tanultak, kisebb szerepeket játszhattak is a helyi színházban. Érettségi után sikertelenül felvételizett a Színművészeti Főiskolán. Ezt követően Győrben abszolválta a balettképzés ötödik évfolyamát. Ismét egy sikertelen felvételi, majd Kecskemét következett, ahol három Ladányi Andrea-koreográfiában szerepelhetett.
Harmadik nekifutásra sikerült a Vas utcai felvételije. A Színház- és Filmművészeti Egyetemen 2001-ben végzett. Zenés tagozatra járt, ennek ellenére egyetemi gyakorlatainak színhelye a Budapesti Katona József Színház volt. Első alkalommal 2000. november 9-én lépett a Petőfi Sándor utcai teátrum színpadára, Molière Tartuffe című darabjában.
Színinövendékként szerepet kapott a Magyar Állami Operaház A denevér és a Budapesti Operettszínház Csárdáskirálynő című produkcióiban. Diplomaszerzés előtt és után is sokszor találkozhattunk nevével alternatív illetve struktúrán kívüli előadásokban (Pont Műhely, International Buda Stage, Várkert Kaszinó, Női vonal-Szkéné Színház, Karnevál Színház, Táp Színház). Vendégként szerepelt a Kolibri és a Krétakör színházakban is.
2014-ben szerepelt a Szombat esti láz című műsor ötödik évadjában, ahol táncpartnere Lehoczky György volt. A május 24-én rendezett döntőben megnyerték a versenyt.
Férje Szabó Győző (2021–). Fiuk, Mihály Simon 2010. november 1-jén született. Második kisfiuk, Gáspár Zoltán 2019 márciusában született.

## Szerepeiből
A Színházi adattárban regisztrált bemutatóinak száma: 76.

### Színház
- Weingarten: A nyár[10]
- Dés László-Geszti Péter: A dzsungel könyve (Túna)
- Kleist: Amphitryon (Alkmene)
- Tirso de Molina: A sevillai szédelgő és a kővendég (Aminta, Isabela)
- Jiří Menzel: Ubaldo úr visszere/lába (Capitano)
- Füst Milán: A zongora (Ilona)
- Ödön von Horváth
  - Mit csinál a kongresszus? (Elnöknő)
  - Mesél a bécsi erdő (Marianne)
- Bob Fosse: Chicago
- Henley: A szív bűnei (Chick)
- Molière: Tartuffe (Mariane)
- Euripidész:
  - Bakkhánsnők (Kar)
  - Getting Horny (Dionüszosz)
- Johann Strauss: Denevér (Ida, karbalerina)
- Gogol: Háztűznéző (Agafja Tyihonovna)
- Brecht:
  - Koldusopera
  - Puntila úr és szolgája, Matti (A patikus kisasszony)
- Látnokok
- Marguiles: Nass (Lisa)
- Nö kilencszer
- Weöres Sándor:
  - Szent György és a sárkány (Irene)
  - Remek hang a futkosásban
- Kálmán Imre: Csárdáskirálynő (Stázi)
- Goethe: Stella (Lucie)
- A szeretetotthona
- Kane: Szétbombázva (Cate)
- Widmer: Top Dogs (Vanda)
- Kleist: Bosszú (A Schroffenstein-család) (Komorna)
- Dosztojevszkij: Az idióta (Aglaja)
- Schimmelpfennig:
  - Push up 1-3 (Sabine)
  - Előtte-utána
- Vörösmarty Mihály: Csongor és Tünde (Csilla)
- Egressy Zoltán: Fafeye, a tenger ész (Paradicsom)
- Spiró György: Koccanás (Kismama 2)
- Bikinivonal
- Smoček: Dr. Burke különös délutánja
- Zelenka: Hétköznapi őrületek
- Vinnai András-Bodó Viktor: Ledarálnakeltűntem[11]
- Balassi Bálint: Szép magyar komédia (Julia)
- Shakespeare:
  - Troilus és Cressida (Cressida)
  - Macbeth (Lady Macduff)
- A csillagász álma
- Papp András-Térey János: Kazamaták
- A nagy Sganarelle és tsa.[12]
- Fodor Géza-Lengyel György-Zsámbéki Gábor: Emberek veszedelmes közelségében, Az (Notóriusok I.)
- Bán Zoltán-Máté Gábor: A rendőrfőnök jó fiú' (Notóriusok II.)
- Plautus: A hetvenkedő katona (Acroteleutium)
- Mi ez a hang? (Dzsesztetés)
- Playground (Játszótér)
- Szophoklész: Trakhiszi nők
- Machiavelli: Clizia, a titokzatos szépség (Doria)
- Bond:
  - Ki jön a házamba? (Katherine)
  - Szék (Ügyintéző)
- Srbljanović: Sáskák (Dada, 36)
- Vinnai András: Vakond (Sarah Dawson)
- Peer Krisztián-Szabó Réka: Gyász
- Táp Színház
  - Clübb bizárr örfeüm
  - Színészverseny
  - TÁP TRAVI VARI
- Ibsen: A nép ellensége (Katrine)
- Rubin Szilárd-Németh Gábor: Ahol a farkas is jó
- Illaberek
- Joël Pommerat: A két Korea újraegyesítése (Több szerep)
- Mike Leigh: Abigail bulija (Beverly)
- Sarkadi Imre: Oszlopos Simeon (Mária)
- Ivan Viripajev: Részegek (Martha)
- Pintér Béla: A bajnok

### Mozgókép
| - Hét kis véletlen (2020) - Seveled (2019) - Drakulics elvtárs (2019) - Remélem legközelebb sikerül meghalnod :-) (2018) - Ünnep (2009) - A nyomozó (2008) - 9 és ½ randi (2008) - Taxidermia (2005) - Állítsátok meg Terézanyut! (2004) - Szezon (2004) - Füsthegy (2003) - Szortírozott levelek (2000) - Nincsen nekem vágyam semmi (2000) - uristen@menny.hu (1999) | - Szép magyar szó-kép-tár (2010) - Koccanás (2009) - Hajónapló (2009) - A barátkozás lehetőségei (2006) - Munkaügyek (2012–2013) - Fapad (2014–2015) - Korhatáros szerelem (2018) |

### Szinkron
- Mara (Az időgép, Samantha Mumba)

### Rádiószínházi szerepeiből
- Balla Zsófia: Születésünk napja. Rendező: Fodor Tamás; szerkesztő: Solténszky Tibor; zene: Kakó Gyula (Bemutató: 2010. szeptember 19.)
- James Thurber-Vinnai András: 13 tőkmindegymi

## Díjai, elismerései
- Színikritikusok Díja: Legígéretesebb pályakezdő (2001)
- Népszabadság Üstökös-díja (2002)
- Vastaps-díj
  - Legjobb női mellékszereplő (2005)
  - Legjobb női főszereplő (2006, 2016)
- Máthé Erzsi-díj (2008)
- Filmkritikusok díja: Legjobb női főszereplő (A nyomozó)
- Jászai Mari-díj (2009)
- Story Ötcsillag-díj (2010)
- Vidor fesztivál: COLOMBINA DÍJ - A legjobb női alakítás[14] (Abigail bulija) 2015

## Hang és kép
- A nyomozó Archiválva 2009. december 12-i dátummal a Wayback Machine-ben
- A nő kilencszer
- Válaszok az Eysenck-féle Személyiség Kérdőív kilencven darab eldöntendő kérdésére.
- RTL Klub: Kismama interjú Archiválva 2010. augusztus 31-i dátummal a Wayback Machine-ben